# エレクトリック (キング・クリムゾンのアルバム)
エレクトリック（EleKtrik）は、2003年に発表されたキング・クリムゾンのライブ・アルバム。同年4月16日に東京厚生年金会館で行われたライブが収録されている。
全貌をCD1枚には収録できなかったため、20分以上に及んだ「イントロダクトリー・サウンドスケープ」は5分程度に短縮され、当日披露された「ザ・コンストラクション・オブ・ライト」と「ザ・デセプション・オブ・ザ・スラッシュ」は削除された。
同ライヴの模様は映像化されて、DVD『アイズ・ワイド・オープン/Eyes Wide Open』として発売されている。

## 収録曲
1. イントロダクトリー・サウンドスケープ　Introductory Soundscape
2. ザ・パワー・トゥ・ビリーヴⅠ：アカペラ　The Power To Believe I:(A Cappella)
3. レヴェル５　Level Five
4. プロザック・ブルース　ProzaKc Blues
5. エレクトリック　EleKtriK
6. ハッピー･ウィズ･ホワット･ユー･ハフ・トゥ・ビー・ハッピー・ウィズ　Happy With What You Have To Be Happy With
7. ワン・タイム　One Time
8. ファクツ・オブ・ライフ　Facts Of Life
9. ザ・パワー・トゥ・ビリーヴⅡ　The Power To Believe II(Power Circle)
10. デンジャラス・カーヴス　Dangerous Curves
11. 太陽と戦慄パートⅣ　Larks' Tongues In Aspic:Part IV
12. ザ･ワールズ･マイ･オイスター・スープ・キッチン・フロア・ワックス・ミュージアム　The World's My Oyster Soup Kitchen Floor Wax Museum